# Народна Република Конго
Народна Република Конго (фр. République populaire du Congo) је била социјалистичка држава, која је заменила Републику Конго 1970. године. То је такође била и прва проглашена марксистичка држава у Африци. У НР Конгу је током целе историје његовог постојања на власти била Радничка партија Конга. Држави је враћено име Република Конго након реформи 1991. године.

## Демографија
Године 1988, у НР Конгу живело је 2.153.685 становника. Становништво је творило око петнаест различитих етничких група, од којих су најбројнији били народи Конго, Санга, Мбочи и Теке. У земљи је живело и око 8.500 Европљана, од којих је већина била француског порекла. Француски је био служебени језик у држави, али су се користили и домаћи језици Киконго и Лингала. Већина становништва живела је у урбаним центрима, попут главног града Бразавила. Писменост становништва досезала је 80%. Смртност новорођенчади је такође била висока.

## Историја
Народна Република Конго проглашена је две године након успешног војног удара, који су извршили лево оријентисани милитанти 1968. године. Нови председник државе постао је Марјан Нгуаби. Нгуаби је одмах покренуо реформе, које су у року од две године преобразиле Конго у социјалистичку државу. Након укинућа народне скупштине, Нгуаби је основао марксистичку Конгоанску радничку партију, која је била једина дозвољена партија. Нгуаби је убијен у атентату 18. марта 1977. године.
Као и већина осталих социјалистичких земаља у Африци, влада НР Конга успоставила је добре односе са Совјетским Савезом. У исто време, партија је и даље одржавала добре односе са Француском.
Под утицајем распада Совјетског Савеза, Суверена национална конференција је средином 1991. године уклонила префикс Народна из назива државе и дотадашњи грб и заставу заменила оном пре 1970. године. Конференција је тако окончала владу Партије рада и именовала председника привремене владе, Андреа Милонга. Дотадашњем председнику, Денију Сасу Нгесоу дозвољено је да буде председник све до завршетка прелазног периода.

## Вође НР Конга
- Председник
  - Марјан Нгуаби (3. јануар 1970. — 18. март 1977)
- Вођа државе
  - Војни комитет Радничке партије Конга (18. март 1977. — 3. април 1977)
  - Жоаким Јомби-Опанго (3. април 1977. — 5. фебруар 1979)
  - Жан-Пјер Тистер Чикаја (5. фебруар 1979. — 8. фебруар 1979)
  - Дени Сасу Нгесо (8. фебруар 1979. — 14. август 1979)
- Председник
  - Дени Сасу Нгесо (14. август 1979. — 31. август 1992)